# なのはなフラワーズ
『なのはなフラワーズ』は、青木俊直による日本の漫画作品。『まんがタイムジャンボ』（芳文社）において2008年7月号から連載、2009年9月号より隔月連載となり、2010年5月号まで掲載された。第1巻は第1話から第9話までを収録。その後、第2巻は刊行されず、第1巻の内容にコミックス未収録のエピソードを加え、加筆修正してまとめたものが『なのはなフラワーズ　完全版』の名で同人誌として2012年8月に刊行された。作者にとって「念願のマンガ雑誌連載」で、「やっと『マンガ家』を名乗れる」と語る作品である。また、第5話は「トキワ荘」に捧げられている。第1巻カバー及び帯には作者と親交のある岩岡ヒサエと志村貴子の2人からのコメントが寄稿されている。また、完全版では他にイシデ電・谷川史子から寄せられたイラストとコメントが収録されている。なお、本作は作品を通して漫画を「マンガ」と片仮名表記しており、本項もそれに準ずる。

## あらすじ
駆け出しのマンガ家である主人公・奈央は、住人が「なのはなフラワーズ」と自称する、四畳半一間・風呂なし・トイレ共用の女性限定安アパート「なのはな荘」で「絶賛いろいろ修行中」。個性的すぎる住人たちとともに、時に楽しく時に切ない「青春の一ページ」を過ごす。

## 登場人物

### なのはな荘の住人
青砥 奈央（あおと なお）
本作品の主人公。11号室の住人（2階）。通称「青ちゃん」。眼鏡キャラクター。「マンガ家修行中」「アパート生活修行中」である。
最初はアパートの住人のことを全く知らなかった。廊下で腹痛を起こしたところを、モーリーに助けられる。連れて行かれた医院がかおりの所で、ここから「なのはな荘」の住人と関わり始める。
「なのはなフラワーズ」の面々を自作に登場させている。その際本物とは似ても似つかぬ人物として描いた（かおりをマッドサイエンティスト、モーリーを巨大ロボットなど）。モーリーはかなり喜んでいる。かおりも「あんなに性格悪くない」と言いつつ楽しんでいる模様。
吉田の指摘によると、内心がすぐ顔に出ること、恋愛が二の次であることなど、担当編集者の高中と共通点があるらしい。
実家に両親と、としきという弟がいる。としきは悪態をついてくるも仲は良い。また姉のマンガを高く評価している。幼い頃は「ワルックマ」（リラックマのパロディ）が大好きで、クリスマスのプレゼントにぬいぐるみをもらって大切にしていた。
念願の雑誌連載が決定した時に高中と2人で食事会に行く。その時に会話の流れで高中の妹の話になったが、話を聴くうちに奈央は高中の熱心さを「自分のため」ではなく「妹のため」と思ってしまい、泥酔した挙句に「失礼なこと」を言ってしまう。後日打ち合わせの席でもギクシャクしてしまう。
恋愛には奥手で、高校時代も相手に思いを伝えられなかったが、現在もその頃と変わっていない。高中には自分の担当者として以上の思いを抱いていた。はなに見抜かれており、「おわびのしるし」としてバレンタインデーにチョコレートを渡せと提案される。手作りチョコを作るも、高中の異動のごたごたのせいで当日は渡すことが出来なかった。
雑誌連載2回目を前に高中が異動になる。奈央は心労もあり熱を出して倒れてしまうが、かおりの機転で高中を「なのはな荘」に呼んだ。その時高中に「高中と仕事するのが好きだ」と思いをぶつけた。
後日高中に最後の原稿を渡した時にチョコを渡し、帰り道に髪を切った。本人は否定するも、「なのはなフラワーズ」の面々からは失恋とみなされてしまった。みんなの前で「恋人はマンガ」と宣言した。
モーリー
フラワーズ7号（7号室の住人）。フルネームは不明。外国人ながら流暢な広島弁を喋る。人と「出会える」生活に憧れて「なのはな荘」に住んでいる。誰にでも話しかけられる気さくで明るい人物。日本文化にはまっており、マンガが大好きで、メイドカフェで働いている。仕事の時以外でも制服であるメイド服を着ている。力持ち。
父親も日本好きで、モーリーの名は「毛利元就」から付けられた。
ナイスバディの持ち主で、一緒に銭湯に行った者はみな凹む。
花岡 かおり（はなおか かおり）
フラワーズ2号（2号室の住人）。女医。ボブカットの眼鏡キャラクター。古株の住人で、住人を「なのはなフラワーズ」と名付けた張本人でもある。高給取りであると思われるも、「お金ばかりじゃない」と言う理由で、「なのはな荘」に住み続ける。
誘導尋問っぽい、人を試すような言い方をする。また毒舌で、よく軽い嘘もつく。
以前、親友に恋人を取られたことがあり、その2人の結婚式に呼ばれた時には、ロボットのコスプレ（顔だけ）をした奈央とモーリーの2人を「刺客」として送り込んだ。
奈央が熱を出した時、ヤブ医者ではなく「ラブ医者」と言って奈央の高中への気持ちを見抜く。高中を「なのはな荘」に呼ぶようにした。
信濃 はな（しなの はな）
フラワーズ1号（1号室の住人）。孫のいるおばあさん。人生経験が豊富で相談を受けたり、的確なアドバイスをしている。
アキオという息子がいる（名前のみの登場）。孫をよく預かっているが、アキオ夫婦とは若干、事情がある模様。
最初正体がわからなかった奈央は、かおりが言う「はな」をざしきわらしかコロポックルかと思っていた。
堀田 里穂（ほった りほ）
部屋番号は不明。路上で歌うアーティスト。喫煙者。喋りは関西弁。またオヤジギャグをよく言う。
モーリーに自分のメイドカフェで歌を歌わないかと打診されている。その際にメイド服を着てみないかと提案されている。
奈央が熱を出した時に呼んだ高中を「なのはな荘」の奈央の部屋に入れる前、男子禁制と言うことで女装させた。
実は同性愛者で、そのことを認めてくれた女性とユニットを組んでいたが、その女性に異性の恋人が出来たために、ユニットを解消し、なのはな荘に越してきた。後に路上ライブのときに出会った女性に運命を感じ、その女性とユニットを組む。
仲野 かなえ（なかの かなえ）
部屋番号は不明。美大生。最初は声を掛けられても無視し、ぶつかっても何の侘びも無かったことなどからひんしゅくを買っていた。人懐っこいモーリーにさえ「出会いを求めていない人もいる」と言われる程であった。だがそれは極度の人見知りのせいであり、奈央がかなえとその美大仲間との展示会に興味を持ったことをきっかけにみんなと親しくなれた。奈央のデビュー後、アシスタントを務める。
桑畑 龍太郎（くわばた りゅうたろう）
苗字・名前の読みはルビなしのため推定。第10話でかおりの向かいの部屋（部屋番号は不明）に越してきたゲイバーのママ。源氏名はサンドラ。かおりの友人で、用心棒としての役割を期待され、かおりの勧めでなのはな荘に越してきた。かつては暴走族で、加藤の先輩だった。同性愛者であることを悩む里穂の相談にのった。

### 奈央の関係者
高中 弘（たかなか ひろし）
奈央の担当編集者。口癖は「二人で○○しましょう!」（やってみましょう、いい作品にしましょう、など）。かおりいわく「さわやか好青年」。
奈央の才能を高く評価している。また突飛な発想が多く、それをマンガに取り込むように提案して来る。上手くはまると奈央のマンガがより面白くなる効果を上げている模様。
奈央は最初「かっこいいけど軽そう」と思っていた。打ち合わせ中によく、誰かの土産のお菓子を食べるよう勧める。
妹がいたが、幼くして亡くなっている。マンガの編集者になったのも妹がマンガ好きだったためで、「マンガ家を育てたい」という思いも妹と果たせなかった夢を果たしたいからであった。奈央との食事会の時に指摘され、奈央が泥酔する原因となった。
奈央との初の連載の2回目にして別の雑誌に異動になる。奈央が熱を出した時、見舞いに行くが女装させられた。その時に妹との夢を重ねてしまっていたことを詫びた。
吉田 美十里（よしだ みどり）
下の名前の読みはルビなしのため推定。フリーのライター。高中の大学時代からの友人であるセクシー系女性。1人暮らしの女性を取材し、「一人暮し姫」と言う記事にして雑誌に連載している。
高中に気のある素振りを見せ、奈央の不興を買わせたが、それはわざとであった。恋愛は二の次である高中が、奈央のことをよく口にするようになったために、興味を持った。
高中には学生時代にアプローチするも振られたことがある。現在はアフロヘアーのダンサー（?）と交際している。
黒田 雅紀（くろだ まさき）
奈央の幼馴染で、初恋の相手。学生時代、奈央は黒田に告白しようとしたが、友人の美咲が黒田に想いを寄せていることを知り、身を引いた。その後、黒田と美咲の交際は順調に進展し、2人は結婚することになった。結婚直前に奈央に会い、奈央の想いに気がついていたかのような素振りを見せた。
安井（やすい）
下の名前は不明。高中の後任の奈央担当の編集者。女性。奈央の作品が好きで奈央の担当になれて喜んでいたが、奈央と高中の絆を気にして、奈央に何もアドバイス出来ずにいた。しかし、蛍池に発破をかけられ、奈央と共に良い作品を作り出していくことを決意する。
蛍池 うのみ（ほたるいけ うのみ）
苗字の読み方はルビなしのため推定。売れっ子のマンガ家。女性。有望な新人の作品はチェックしており、奈央の作品にも目を通している。売れっ子になってもさらなる高みを目指す努力家で、自身の漫画賞受賞記念パーティーで出会った奈央と安井に発破をかけた。奈央が初めてのコミックを刊行したときにも帯に言葉を寄せている。

### その他
加藤 翔太（かとう しょうた）
なのはな荘周辺を巡回している警察官。かつては暴走族で、桑畑の後輩だった。なのはな荘を訪れた時にばったり会ったモーリーに英語で話しかけようとして思わず「アイ・ラブ・ユー」と言ってしまい、それ以来、モーリーを意識している。一方、モーリーからは「チャライ人」と思われている。

## 用語
なのはなフラワーズ
「なのはな荘」の古株の住人が自称する呼び方。創始者はかおり。「フラワーズx号○○」と、「フラワーズ」に自身の住む部屋番号を付けてから名乗る。

### 主な舞台
なのはな荘
四畳半一間・風呂なし・トイレ共用の女性限定の安アパート。建物は2階建てのL字型。庭に菜の花が咲くことが、命名の理由の一つである。

## 書誌情報
青木俊直 『なのはなフラワーズ』 芳文社〈まんがタイムコミックス〉、既刊1巻
- 第1巻 2009年4月22日初版発行、ISBN 978-4-8322-6735-0 - 書き下ろしのあとがきあり